# Ramón Berdomás
Ramón Luis Berdomás Llunell (Barcellona, 24 aprile 1900 – Barcellona, 19 aprile 1963) è stato un nuotatore e pallanuotista spagnolo.
Ha fatto parte della Spagna che ha partecipato al torneo di pallanuoto ai Giochi di Anversa 1920 e alle gare di nuoto, partecipando alla Staffetta 4x200m sl, ai Giochi di Parigi 1924.
È stato campione spagnolo nei 100 metri stile libero quattro volte, nel 1916, 1917, 1918 e 1919 (1.24.8), e nei 1.500 metri stile libero nel 1915.
È stato campione spagnolo nella Staffetta 5 × 50 metri stile libero nel 1919, 1923, 1924 e 1925.
Con il suo club fu anche campione spagnolo nella staffetta 4 × 200 metri stile libero nel 1923 e nel 1925.